# Семёновка (Токарёвский район)
Семёновка — село в Токарёвском районе Тамбовской области России. 
Входит в состав Абакумовского сельсовета.

## География
Расположено в 22 км к северу от районного центра, рабочего посёлка Токарёвка.

## Население
| 2002 | 2010 |
| ---- | ---- |
| 259  | ↘189 |

Согласно результатам переписи 2002 года, в национальной структуре населения русские составляли 93 % от жителей.

## История
До 2008 года село являлось административным центром Семёновского сельсовета.